# Basketsport EMOS Přerov
Basketsport EMOS Přerov (dřívějším názvem: TJ Spartak PS Přerov nebo SBC Hanácká kyselka Přerov) byl český ženský basketbalový klub, který sídlil v části Přerov I-Město města Přerov v Olomouckém kraji. Klubové barvy byly modrá a žlutá.
První ženské družstvo bylo založeno v roce 1935 jako součást přerovského Sokola. V letech 1936–1938 bylo ženské družstvo neaktivní. Aktivní činnost oddíl započal v roce 1939 po ustavení svazu voleyballu a basketbalu v Přerově. V roce 1941 přešel oddíl po zrušení Sokola do Sportovního klubu Přerov. V roce 1953 byl oddíl přesunut do DSO Spartaku PS (později TJ Spartak PS), kde vydržel až do roku 1997. Přerovské basketbalisty ve federální éře působily celkem čtyři sezóny v nejvyšší soutěži žen (sezóny 1961/62, 1963/64–1964/65 a 1970/71). Po těchto úspěších přišla na řadu dlouhá léta bez první ligy.
Do nejvyšší soutěže se Přerov podíval až v éře samostatné republiky a to v roce 1994. Hned z toho byl souboj o medaile, ve kterém hráčky Přerova obsadily bronzovou třetí příčku. Největší úspěchy ale měli teprve přijít. Po vstupu nového sponzora z toho rovnou byly zápasy o mistra republiky. V obou případech ovšem přerovské basketbalistky podlehly brněnských Žabinám a získaly pouze stříbrné medaile. Po odchodu hlavních sponzorů začala kvalita družstva žen rapidně klesat, což nakonec vyvrcholilo v sestup v sezóně 2002/03. Přerovské ženské družstvo zaniká v roce 2004 po druhém sestupu v řadě.
Na mezinárodní scéně byla největším úspěchem účast v Poháru Ronchettiové ze sezóny 1995/96. Ve druhém předkolu narazil Přerov na chorvatský KK Zrinjevac, kterého porazil o jediný bod po celkovém výsledku 160:159. Ve třetím předkolu na klub čekalo izraelské družstvo Lachen Ramat Hasharon, které již bylo nad přerovské síly. Izraelkám podlehly po celkovém skóre 168:180.

## Historické názvy
Zdroj: 
- 1935 – Sokol Přerov
- 1941 – SK Přerov (Sportovní klub Přerov)
- 1953 – DSO Spartak PS Přerov (Dobrovolná sportovní organisace Spartak Přerovské strojírny Přerov)
- 1957 – TJ Spartak PS Přerov (Tělovýchovná jednota Spartak Přerovské strojírny Přerov)
- 1997 – SBC Hanácká kyselka Přerov
- 2002 – Basketsport EMOS Přerov

## Umístění v jednotlivých sezonách
Stručný přehled
Zdroj: 
- 1961–1962: 1. liga (1. ligová úroveň v Československu)
- 1963–1965: 1. liga (1. ligová úroveň v Československu)
- 1970–1971: 1. liga (1. ligová úroveň v Československu)
- 1994–2003: 1. liga (1. ligová úroveň v České republice)
- 2003–2004: 2. liga (2. ligová úroveň v České republice)

Jednotlivé ročníky
Zdroj: 
Legenda: ZČ - základní část, červené podbarvení - sestup, zelené podbarvení - postup, fialové podbarvení - reorganizace, změna skupiny či soutěže
| Československo (1961 – 1993) |         |           |           |                                       |          |
| Sezóny                       | Soutěž  | Úroveň    | ZČ        | Play-off, nadstavba, sk. o udržení... | Poznámky |
| 1961/62                      | 1. liga | 1. úroveň | 11. místo |                                       | Sestup   |
| ...                          |         |           |           |                                       |          |
| 1963/64                      | 1. liga | 1. úroveň | 10. místo |                                       |          |
| 1964/65                      | 1. liga | 1. úroveň | 12. místo |                                       | Sestup   |
| ...                          |         |           |           |                                       |          |
| 1970/71                      | 1. liga | 1. úroveň | 12. místo |                                       | Sestup   |
| ...                          |         |           |           |                                       |          |
| Česko (1993 – 2004)          |         |           |           |                                       |          |
| Sezóny                       | Soutěž  | Úroveň    | ZČ        | Play-off, nadstavba, sk. o udržení... | Poznámky |
| ...                          |         |           |           |                                       |          |
| 1994/95                      | 1. liga | 1. úroveň | ?. místo  | Zápas o 3. místo (výhra)              |          |
| 1995/96                      | 1. liga | 1. úroveň | 9. místo  |                                       |          |
| 1996/97                      | 1. liga | 1. úroveň | 8. místo  |                                       |          |
| 1997/98                      | 1. liga | 1. úroveň | 7. místo  |                                       |          |
| 1998/99                      | 1. liga | 1. úroveň | 2. místo  | Finále                                |          |
| 1999/00                      | 1. liga | 1. úroveň | 2. místo  | Finále                                |          |
| 2000/01                      | 1. liga | 1. úroveň | 3. místo  | Zápas o 3. místo (výhra)              |          |
| 2001/02                      | 1. liga | 1. úroveň | 7. místo  | Baráž o udržení (výhra)               |          |
| 2002/03                      | 1. liga | 1. úroveň | 8. místo  |                                       | Sestup   |
| 2003/04                      | 2. liga | 2. úroveň | 10. místo | Play-out (6. místo)                   | Sestup   |

## Účast v mezinárodních pohárech
Zdroj: 
| Výkonnostní úrovně                                                              |
| superpohár – Superpohár v basketbalu žen                                        |
| 1. výkonnostní úroveň – Pohár mistrů evropských zemí, Euroliga v basketbalu žen |
| 2. výkonnostní úroveň – Pohár Ronchettiové, EuroCup v basketbalu žen            |

Legenda: EL - Euroliga v basketbalu žen, PMEZ - Pohár mistrů evropských zemí, EC - EuroCup v basketbalu žen, SP - Superpohár v basketbalu žen, PR - Pohár Ronchettiové
- PR 1995/96 – 3. předkolo